# IC 1493
IC 1493 је појединачна звијезда у сазвјежђу Пегаз која се налази на листи објеката дубоког неба у Индекс каталогу.
Деклинација објекта је + 14° 27' 30" а ректасцензија 23h 30m 27,4s.